# Pondoland
Pondoland (auch Mpondoland) war ein Gebiet des früheren Kaffraria im britischen Protektorat Kapland. Heute gehört das Gebiet zur südafrikanischen Provinz Ostkap.

## Geografie
Pondoland liegt im heutigen Staat Südafrika, zwischen Tembuland, Ostgriqualand, Natal und dem Indischen Ozean. Pondoland war 9267 km² groß.
Das Land wird von den Flüssen Mthatha und Mtanivuna begrenzt und vom Mzimvubu sowie zahlreichen anderen Flussläufen durchzogen. Es gibt in diesem Gebiet zwei Küstenstädte, Port St. Johns und Port Grosvenor. Weitere Orte sind Lidobe, Ngqeleni und Ntabankulu. Der Mzimvubu teilt das Gebiet in West- und Ostpondoland. Das Gebiet ist von einem Bergland umgeben. Die Hauptvegetation besteht aus Dornengebüsch und Grasland sowie in den feuchten Küstentälern aus subtropischen, immergrünen Wäldern.

## Geschichte

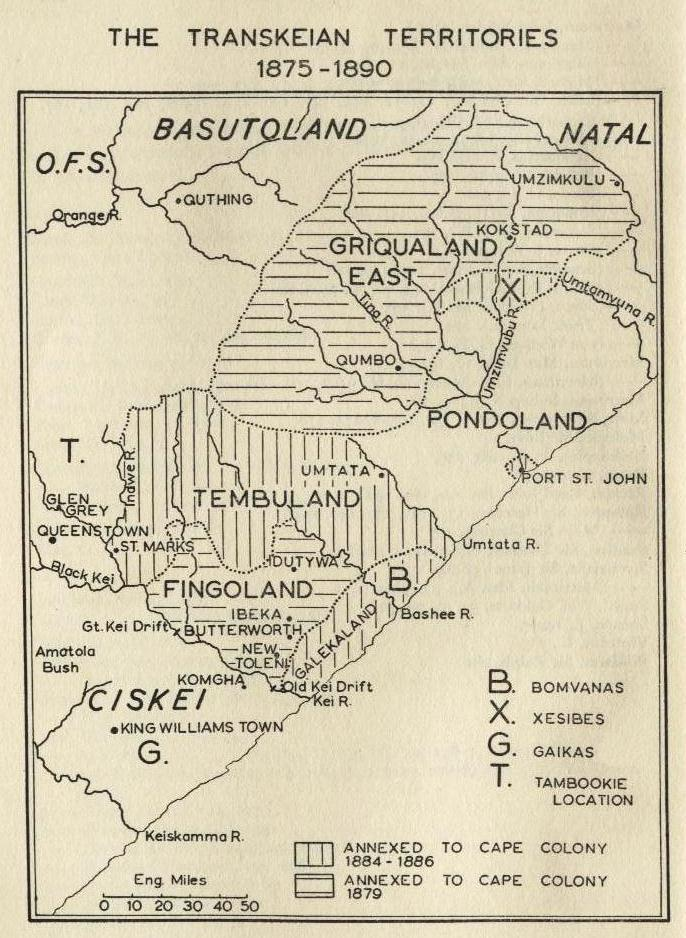
Pondoland und von der Kapkolonie annektierte Nachbargebiete, 1875–1890

Die Anzahl der Mpondo, die aus vielen kleinen Stämmen (Amakwela, Amanyati, Amalana, Amanzi) bestanden, betrug ungefähr 150.000. Unter der Bevölkerung ist isiXhosa verbreitet. Oberhalb des langgestreckten Mündungsdeltas des Umzimvubu lag das Fort Harrison.

### 18. Jahrhundert
Am 4. August 1782 erlitt die Grosvenor, ein britischer Ostindienfahrer, vor der Küste des Pondolandes Schiffbruch. Nur ein Teil der Besatzung konnte über den Landweg europäische Ansiedlungen erreichen. Es kam zu Kämpfen mit einheimischen Gesellschaften. Einige Passagiere, darunter alle Frauen und Kinder, blieben vermisst. Nahe der Unglücksstelle wurde später der Hafen Port Grosvenor eröffnet.

### 19. Jahrhundert
Um das Jahr 1885 versuchten der Reisende August Einwald und der badische Leutnant a. D. Emil Nagel eine Kolonie Deutsch-Pondoland zu gründen. Nagel erwarb am 25. Juni 1885 etwa 400 km² Land von Umquikela, einem Häuptling der Amapondo. Eine Deutsche Pondoland-Gesellschaft (DPLG) wurde ins Leben gerufen. Vertreter der DPLG erhielten am 10. März 1888 von Usigkao, Umquikelas Sohn und Nachfolger, eine Bestätigung des Landerwerbs. Das Gebiet erstreckte sich von der Wild Coast landeinwärts bis in eine Höhe von etwa 300 Metern. Das für die Kolonie beanspruchte Gelände umfasste Waldflächen wie den Ekossawald. Für andere Abschnitte wurde Ackerbau ins Auge gefasst. Binnen weniger Jahre entstanden mehrere deutsche Stationen zur Sammlung von Holzproben und für landwirtschaftliche Versuche. Dazu zählten die am Umkwenifluss gelegene Station Lambas und die im Inland befindliche Station Intsubana.
Siehe auch: Abschnitt „Pondoland“ im Artikel „Deutsche Kolonialbestrebungen in Südostafrika“
Angesichts britischer Ansprüche versagte aber das Deutsche Kaiserreich den Status als Schutzgebiet. Stattdessen wurde das Pondoland 1887 unter britisches Protektorat gestellt und 1894 durch Großbritannien annektiert. Der Hauptort war Palmerton mit einer evangelischen Missionsstation.

### 20. Jahrhundert
Ende 1959 begann im Gebiet des früheren Pondoland ein Aufstand, der von der Regierung 1960 blutig niedergeschlagen wurde und der sich überwiegend in den Städten Bizana, Flagstaff und Lusikisiki ausgebreitet hatte. Es gab mehrere Tote. Die mit dem Aufstand verbundene unruhige Lage kam erst nach einigen Jahren zur Ruhe. Konfliktpunkte war die auf Stammesführer konzentrierte öffentliche Verwaltung und die Maßnahmen gegen Bodenverheerung mit Einschränkungen der regionalen Viehzucht. Pondoland gehörte zum 1976 formal in die Unabhängigkeit entlassenen Homeland Transkei.